# Kralj Lear
Kralj Lear jedno je od najpoznatijih djela Williama Shakespearea, a zasnovano je na kralju Learu, jednom od mitoloških kraljeva Britanije, o kome prvi zapisi potječu iz 12. stoljeća, koje je ostavio povjesničar Geoffrey od Monmoutha. U 18. i 19. stoljeću zbog kritika tragične i tmurne radnje, drama je romantizirana, tako što je kraj u kojem originalno umire većina glavnih likova, zamijenjen krajem u kojem svi likovi prežive, a Cordelia se udaje za Edgara. 
Djelo je doživjelo mnoge kazališne izvedbe širom svijeta, kao i televizijske i filmske adaptacije. Prema drami nastala je istoimena opera. Kralj Lear poslužio je kao inspiracija za više novela i drama slične tematike drugih autora. Ulogu kralja Leara glumili su mnogi proslavljeni glumci, među kojima su: Laurence Olivier, Orson Welles, James Earl Jones, Anthony Hopkins, Christopher Plummer, Ian McKellen, Kevin Kline i dr. U hrvatskoj kazališnoj izvedbi istakao se Rade Šerbedžija.

## Likovi
- Lear - britanski kralj
- Goneril - Learova pohlepna najstarija kćer
- Regan - Lirova druga pohlepna kćer
- Cordelia - Lirova najmlađa kćer, jedina koja se istinski brine za oca
- Kralj Francuske je jedan od Cordelijinih prosaca
- Vojvoda od Burgundije - drugi Cordelijin prosac
- Vojvoda od Albanyija - zet Leara i muž Goneril, koju ljuti njegova blagost
- Vojvoda od Cornwalla - Reganin pohlepni muž
- Grof od Kenta je Learov odani sluga, koji biva izbačen s dvora nakon što se pobuni protiv Learovog tretmana prema Cordeliji. Kasnije se vraća pod imenom Caius.
- Grof od Glostera - otac ljubavnika Goneril i Regan.
- Edmund je ljubavnik od Goneril, a istovremeno i ljubavnik od Regan, ali one to u početku ne znaju

(i drugi sporedni likovi)

## Kratak sadržaj
Drama počinje Learovom odlukom o povlačenju s prijestolja, kojeg namjerava ostaviti svojim kćerima, Goneril, Regan i Cordeliji. Dvije najstarije kćeri već su udate, dok Cordeliju prose kralj Francuske i vojvoda od Burgundije. Senilni kralj predlaže natjecanje; svaka će kćer dobiti onoliko zemlje koliko ocu iskaže ljubavi kroz govor. Cordelia odbija slijediti primjer sestara i laskati ocu, nakon čega biva izbačena s dvora, a sva zemlje dodjeljuje se Goneril i Regan. Grof od Kenta tada protestira protiv ovoga čina, zbog čega ga Lear izbacuje s dvora. Kralj Francuske ipak ženi razbaštinjenu Cordeliju, što želi kasnije iskoristiti kao povod za invaziju na Britaniju.
Nedugo nakon što je napustio prijestolje, Lear otkriva da su se osjećaji Goneril i Regan prema njemu naglo ohladili. Grof od Kenta vraća se na dvor prerušen i pod imenom Caius, kako bi štitio kralja kojem je ostao odan. Započinje svađa između Goneril i Regan oko Edmunda, čovjeka u kojeg su obje zaljubljene. S druge strane, one se moraju suočiti s francuskom vojskom koju predvodi Cordelia, a čiji je cilj vratiti Leara na prijestolje.
Grof od Glostera suočava se s vojvodom od Cornwalla, ali ga od smrti spašavaju vojvodine sluge, kojima se nije sviđao odnos vojvode prema Learu. Vojvoda od Cornwalla vadi oči grofu od Glostera. Jedan od sluga ranjava vojvodu, ali slugu ubija Regan, nakon čega vojvoda od Cornwalla podliježe ozljedama.
Osljepljeni grof od Glostera pokušava se baciti sa stijene, ali ga spašava njegov sin Edgar. Lear i Cordelia sastaju se u zatvoru gdje je Lear ležao i umire nedugo prije sukoba Francuske i Britanije. Edmund tada naređuje da se otac i kćer pogube. Goneril otruje Regan, a Edgar se prerušava i smrtno ranjava brata Edmunda. Vidjevši svoga ljubavnika mrtvog, Goneril se odlučuje na samoubojstvo.
Naredba kojom se poništava Edmundova odluka o pogubljenju Leara i Cordelije stiže prekasno; Lear u rukama već drži Cordelijino tijelo, a zatim i sam umire.

## Galerija
- James Barry: Kralj Lear oplakuje Cordelijinu smrt
- Glumac Michael D. Jacobs kao kralj Lear
- Edwin Austin Abbey: Goneril i Regan
- Ford Madox Brown: Lear i Cordelia